# Castelbelforte
Castelbelforte – miejscowość i gmina we Włoszech, w regionie Lombardia, w prowincji Mantua.
Według danych na rok 2004 gminę zamieszkiwały 2602 osoby, 118,3 os./km².